# Christmas in My Heart
Christmas in My Heart es el sexto álbum de estudio de la cantante estadounidense Connie Francis.   El álbum presenta canciones populares de la estación en el lado A y música sagrada de Navidad en el lado B. Fue reeditado como Connie's Christmas en 1966.

## Antecedentes
Christmas in My Heart fue grabada en agosto de 1959 en los famosos estudios de EMI, Abbey Road Studios en Londres bajo la dirección musical de Geoff Love, fue publicado en noviembre de 1959.
Una edición de CD fue publicado por Polydor Records en 1988, con "Baby's First Christmas", previamente publicado como lado B del sencillo de Francis de 1961, "When the Boy in Your Arms (Is the Boy in Your Heart)", añadido como un bonus track.

## Lista de canciones
Créditos adaptados desde las notas del álbum.

| Lado uno |                                          |                                       |          |  |
| N.º      | Título                                   | Escritor(es)                          | Duración |  |
| 1.       | «White Christmas»                        | Irving Berlin                         | 3:23     |  |
| 2.       | «Winter Wonderland»                      | Felix Bernard, Richard B. Smith       | 2:41     |  |
| 3.       | «The Christmas Song»                     | Mel Tormé, Robert Wells               | 3:23     |  |
| 4.       | «I'll Be Home for Christmas»             | Kim Gannon, Walter Kent, Buck Ram     | 3:26     |  |
| 5.       | «The Twelve Days of Christmas»           | tradicional, arr. por Frederic Austin | 5:19     |  |
| 6.       | «Have Yourself a Merry Little Christmas» | Ralph Blane, Hugh Martin              | 4:30     |  |

| Lado dos |                              |                                                              |          |  |
| N.º      | Título                       | Escritor(es)                                                 | Duración |  |
| 1.       | «Adeste fideles»             | John Francis Wade                                            | 3:06     |  |
| 2.       | «The Lord's Prayer»          | Albert Hay Malotte                                           | 2:57     |  |
| 3.       | «Silent Night! Holy Night!»  | Franz Gruber, Joseph Mohr                                    | 3:53     |  |
| 4.       | «O Little Town of Bethlehem» | Phillips Brooks, Lewis Redner                                | 2:58     |  |
| 5.       | «The First Noel»             | tradicional, arr. por William Sandys y Davies Gilbert        | 3:02     |  |
| 6.       | «Ave Maria»                  | tradicional, arr. por Charles Gounod y Johann Sebastian Bach | 2:51     |  |